# Sinagoga de Yu Aw
La sinagoga Yu Aw ( persa : کنیسای یوآو ) se encuentra en el barrio Momanda de la ciudad vieja de Herat, Afganistán. El área alguna vez fue conocida como Mahalla-yi Musahiya, o el «Barrio de los Judíos». Es la única sinagoga de Herat que se ha conservado con la mayoría de sus características originales, aunque actualmente se encuentra en mal estado. 
En 2020, Al Jazeera informó que parte del complejo había sido restaurado por el gobierno local.

## Descripción
Los restos del edificio en los lados este, norte y sur del patio ahora se utilizan como vivienda familiar. Uno de los empleados del Departamento de Preservación de Monumentos Históricos de Herat utiliza una habitación en el sótano de la estructura en el lado oeste del patio. El resto del edificio se encuentra en un estado precario. El informe de Annette Ittig no data de la sinagoga.

Una encuesta preliminar realizada por Annette Ittig en 1998 señala que:
La sala de oración principal todavía tiene gran parte de su decoración de estuco pintado, que es principalmente floral, con una fuerte influencia persa, por ejemplo, los "árboles de la vida" en flor y las butas, o motivos de cachemira, colocados a ambos lados del Arca de la Torá en el muro occidental ... El arca se eleva y se accede por escaleras. La sala en sí es de forma octogonal ... En el lado sur de la sala de oración hay una arcada con una partición con pequeñas aberturas decorativas que sirvieron como galería de mujeres. La bimah baja y abierta, que se coloca debajo de la cúpula central, permanece intacta ... Hay tres inscripciones hebreas en la pared norte sobre la escalera ...